# Tommy Semmy
Tommy Semmy (* 30. September 1994 in Bulolo) ist ein papua-neuguineischer Fußballspieler.

## Karriere

### Verein
Zur Saison 2014/15 wechselte er von Besta PNG zu Hekari United. Hier spielte er für zwei Spielzeiten und wechselte danach weiter zum Marist FC auf die Salomonen. Von hier kehrte er nach einem halben Jahr aber bereits wieder zu Hekari zurück. Ab August 2017 stand er dann in Neuseeland bei den Hamilton Wanderers unter Vertrag. Von dort wechselte er dann im November 2011 zum Altona Magic SC und wurde von diesen von Juli bis September 2022 an de Dandenong City SC verliehen.

### Nationalmannschaft
Seinen ersten bekannten Einsatz im Dress der papua-neuguineischen A-Nationalmannschaft hatte er am 6. September 2014 bei einer 1:2-Freundschaftsspielniederlage gegen Singapur. Hier stand er in der Startelf und wurde schließlich zur 84. Minute für Emmanuel Simon ausgewechselt. Nach ein paar weiteren Freundschaftsspieleinsätzen wurde er dann ab Mai 2016 auch in der Qualifikation für die Weltmeisterschaft 2018 eingesetzt. Auch bei der Ozeanienmeisterschaft 2016 war er damit dabei, verlor mit seinem Team am Ende im Finale jedoch gegen Australien.
Nach sechs Jahren ohne weiteren bekannten Einsatz in der Nationalmannschaft, wurde er dann im März 2022 wieder in der Qualifikation für die Weltmeisterschaft 2022 eingesetzt.